# Universidad Católica de la Santísima Concepción
La Universidad Católica de la Santísima Concepción (UCSC) es una universidad tradicional y privada, perteneciente al Consejo de Rectores de las Universidades Chilenas, a la Agrupación de Universidades Regionales de Chile, a la Red Universitaria G9, a la Federación Internacional de Universidades Católicas (FIUC) y a la Organización de Universidades Católicas de América Latina y el Caribe (ODUCAL).

## Historia
Fue fundada en 1724 por el Obispo Juan De Nicolalde,  con el nombre de Pontificia Universidad Pencopolitana de La Concepción, bajo la dirección de la Compañía de Jesús, que ya se había hecho cargo del Seminario. Según el autor Gabriel Guarda, recibió oficialmente la autorización papal el año 1730. La Universidad funcionó hasta 1767, año en que fueron expulsados los Jesuitas. La labor educativa universitaria de la Arquidiócesis se reinicia bajo el alero de la Pontificia Universidad Católica de Chile, con la creación de la Sede Regional Talcahuano, y posteriormente recuperando la autonomía universitaria el 10 de julio de 1991 nombrándose como Universidad Católica de la Santísima Concepción, tras ser erigida por la Arquidiócesis de la Santísima Concepción, a través decreto del Arzobispo de Concepción. Su gestión surge continuando y ampliando las actividades académicas de la ex Sede Regional Talcahuano de la Pontificia Universidad Católica de Chile y de la Pontificia Universidad Pencopolitana de La Concepción. Su actividad está fundamentada en la Constitución Apostólica Ex Corde Ecclesiae del papa Juan Pablo II. Gestiona sus actividades académicas de pregrado, postgrado e investigación en los campus San Andrés y Santo Domingo en la ciudad de Concepción, además de las sedes Talcahuano, Los Ángeles y Cañete en la Región del Biobío y Chillán en la Región de Ñuble, Chile.
Cuenta además con la Facultad de Estudios Teológicos y Filosofía y el Instituto Tecnológico, además de las Facultades de Derecho, Ciencias, Educación, Ingeniería, Medicina, Ciencias Económicas y Administrativas y de Comunicación, Historia, y Ciencias Sociales. 
Actualmente se encuentra acreditada por la Comisión Nacional de Acreditación (CNA-Chile) por un período de 5 años (de un máximo de 7), desde marzo de 2021 hasta marzo de 2026.Figura en la posición 31 dentro de las universidades chilenas según la clasificación webométrica SCImago Institutions Rankings (SIR) 2024.Está en la posición 20 según el ranking de Webometrics 2024. Está en la posición 21-25 a nivel nacional en el QS Rankings 2024.Está en la posición 17-28 a nivel nacional en el ranking Times Higher Education 2024.

## Institución
La Universidad Católica de la Santísima Concepción es una de las tres universidades originarias de la ciudad de Concepción, junto con la Universidad de Concepción y la Universidad del Bío-Bío.
Las actividades se desarrollan en las tres provincias de la Región del Biobío y en la Región de Ñuble, en las ciudades de Concepción, Talcahuano, Los Ángeles, Chillán y Cañete. Para ello, se han construido e implementado salas de clases, laboratorios, oficinas, instalaciones deportivas, casinos, cafeterías, auditorios y áreas verdes para el desarrollo de sus actividades académicas y de extensión.
Estas instalaciones tienen una superficie aproximada de 164 000 m², de los cuales están construidos unos 38 000 m² distribuidos en 28 inmuebles.
Entre sus convenios internacionales de colaboración se encuentran universidades de América, Europa, Asia, Oceanía y África.

## Organización
La Universidad Católica de la Santísima Concepción cuenta con 8 facultades y 1 instituto, las cuales imparten 48 carreras de pregrado:

### Facultades y carreras

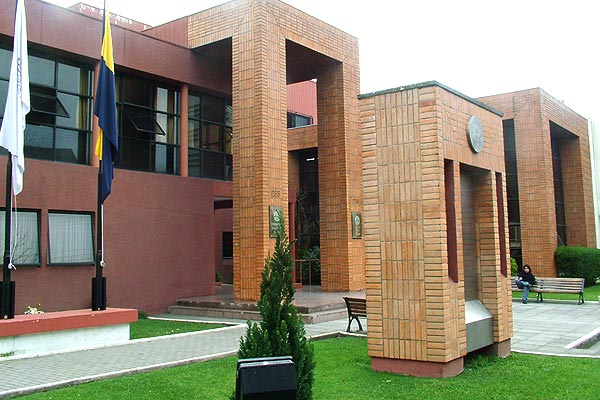
Facultad Derecho UCSC.

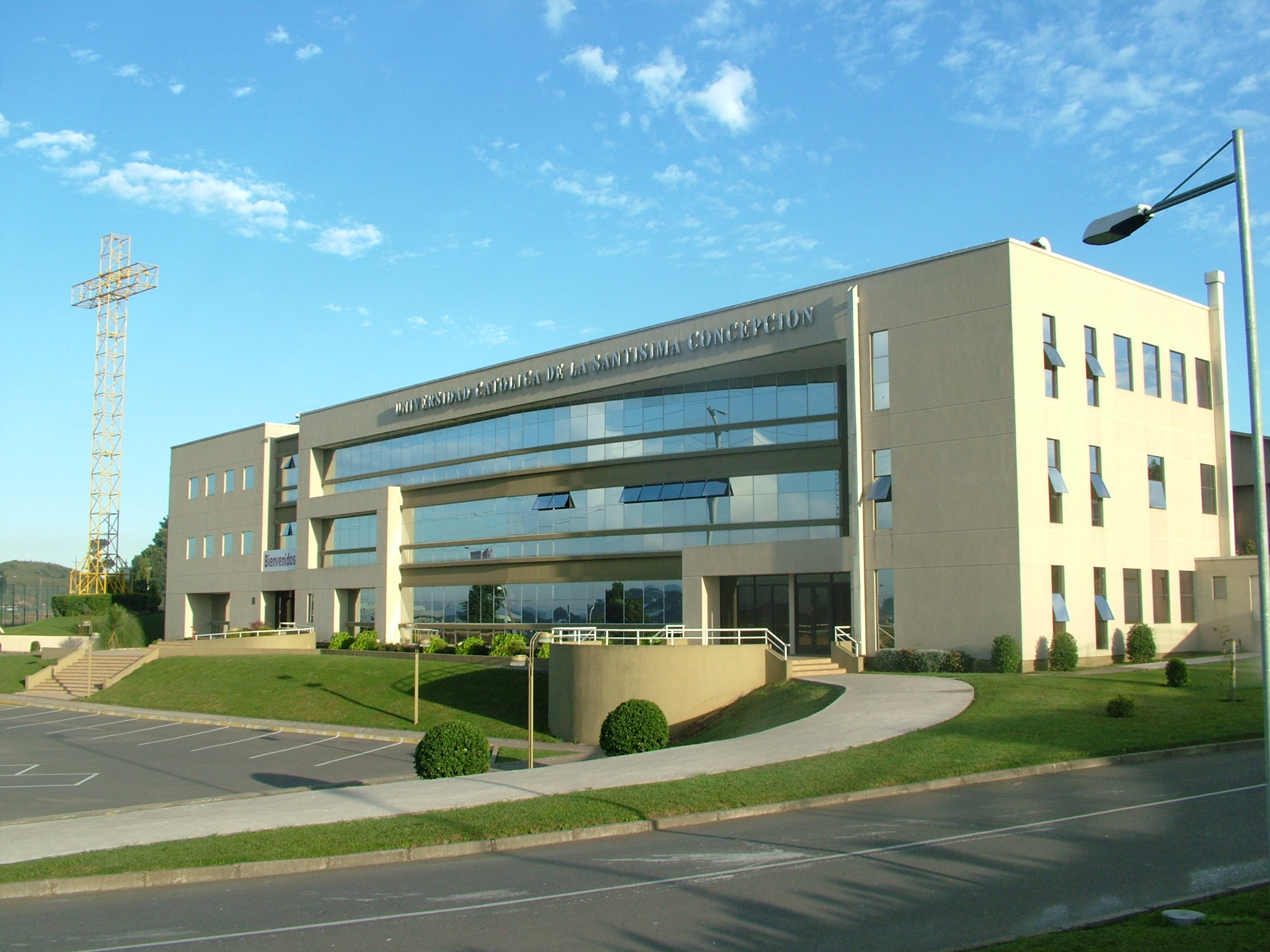
Facultad de Ciencias Económicas y Administrativas en el campus San Andrés.

- Facultad de Ciencias
  - Biología Marina
  - Química Ambiental
- Facultad de Ciencias Económicas y Administrativas
  - Ingeniería Comercial
  - Contador Auditor
  - Ingeniería en Información y Control de Gestión
- Facultad de Comunicación, Historia y Ciencias Sociales
  - Licenciatura en Historia
  - Trabajo Social
  - Periodismo
  - Dirección Audiovisual y Multimedia
  - Psicología
- Facultad de Derecho
  - Derecho
- Facultad de Educación
  - Pedagogía en Educación Física
  - Pedagogía en Educación Básica con Menciones
  - Pedagogía en Educación Media en Matemática
  - Pedagogía Media en Religión y Educación Moral
  - Pedagogía Educación Media en Biología y Ciencias Naturales
  - Pedagogía Educación Media en Lenguaje y Comunicación
  - Pedagogía Educación Media en Inglés
  - Educación de Párvulos
  - Pedagogía en Educación Diferencial
  - Programa de Formación Pedagógica de licenciado en Educación
- Facultad de Ingeniería
  - Ingeniería Civil
  - Ingeniería Civil Informática
  - Ingeniería Civil Industrial
  - Ingeniería Civil Geológica
  - Ingeniería Civil Eléctrica
  - Arquitectura
- Facultad de Medicina
  - Medicina
  - Enfermería
  - Kinesiología
  - Nutrición y Dietética
  - Tecnología Médica
  - Odontología
- Facultad de Estudios Teológicos y Filosofía
  - Programa Continuidad de Estudios Ingeniería de Ejecución Industrial
  - Programa Continuidad de Estudios Ingeniería de Ejecución en Administración de Empresas
  - Programa de Continuidad de Estudios en Construcción Civil
  - Programa de Continuidad de Estudios de Ingeniería Ejecución en Prevención de Riesgos
  - Ingeniería de Ejecución Industrial, mención Mantenimiento y Logística
  - Técnico Universitario en Educación de Párvulos

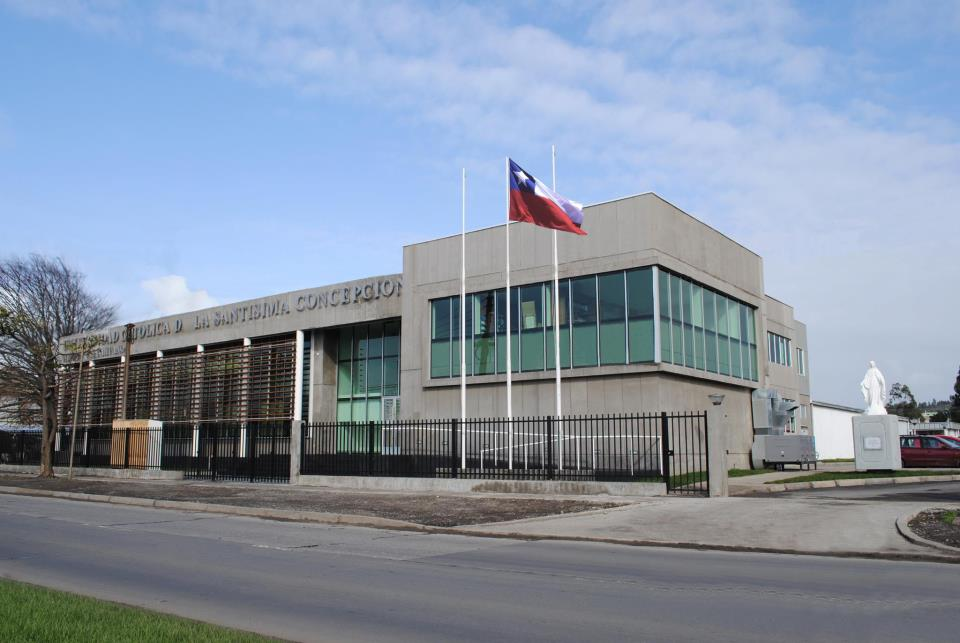
Instituto Tecnológico UCSC sede Talcahuano.

  - Técnico Universitario en Enfermería
  - Técnico Universitario Agropecuario
  - Técnico Universitario en Logística
  - Técnico Universitario en Construcción
  - Técnico Universitario en Automatización Industrial
  - Técnico Universitario en Gastronomía Intercultural
  - Técnico Universitario en Refrigeración y Climatización Industrial
  - Técnico Universitario en Actividad Física y Salud
  - Técnico Universitario en Administración
  - Técnico Universitario en Topografía

- Facultad de Estudios. Teológicos y Filosofía
  - Licenciatura en Filosofía
  - Licenciatura en Ciencias Religiosas y Estudios Eclesiásticos

## Escudo Universitario
El emblema de la Universidad Católica de la Santísima Concepción fue creado por concurso público y estrenado el primer año de autonomía de la Universidad.
Su forma tiene importantes interpretaciones que representan la inspiración y las principales características de la Universidad.
- El Compás, la Balanza, el Cáliz, la Vara y la Serpiente, el Átomo y el Libro: Simbolizan las principales áreas del saber que desarrolla la Universidad, según la clasificación de la Unesco.
- La Virgen: Denota la estrecha relación de la Universidad con su fundador, el Arzobispado de la Santísima Concepción y su vocación Mariana.
- Las Olas: La Universidad declara su vocación regional, su compromiso con la Nación y, por ende, reconoce su origen en esta zona.
- La Cruz: Simboliza que Dios es el centro de la actividad universitaria, la que se desarrolla siempre con la guía orientadora de los valores de la Iglesia Católica.

Esta cruz fue construida con motivo de la visita del papa Juan Pablo II a Concepción en 1987 y bendecida por él. Actualmente se encuentra emplazada en el Campus San Andrés.

## Administración

### Grandes Cancilleres
- Monseñor Antonio Moreno Casamitjana (Fundador) (1991-2007)
- Cardenal Ricardo Ezzati Andrello (2007-2011)
- Monseñor Pedro Ossandón Buljevic (Pro-Gran Canciller) (enero a mayo de 2011)
- Cardenal Fernando Chomalí Garib (2011-2024)
- Monseñor Sergio Pérez de Arce (2024-presente)

### Rectores
A la fecha, han sido seis los rectores que han pasado por la casa de estudios luego de su autonomía. Estos son:
- Presbítero Eliseo Escudero Herrero (1991-1995)
- Monseñor Felipe Bacarreza Rodríguez (1996-2000)
- Sr. Fernando Jiménez Larraín (2001-2005)
- Dr. Juan Miguel Cancino Cancino (2006-2015)
- Sr. Christian Schmitz Vaccaro (2016-2021)
- PhD. Cristhian Mellado Cid (2021-presente)[9]

## Servicios
- Centro de Investigación Marítimo Portuario - CIMP
- Centro Regional de Estudios Ambientales - CREA
- Centro de Estudios y Desarrollo Asia Pacífico - CEDAP
- Centro de Producción Audiovisual
- Biotecmar - BIOTECMAR Archivado el 20 de diciembre de 2014 en Wayback Machine.
- Organismo Técnico de Capacitación - OTEC
- Editorial
- El Centro de Innovación para la Competitividad y el Emprendimiento